# Лашберн (Саскачеван)
Лашберн (енгл. Lashburn) је урбано насеље са административним статусом варошице на крајњем западу канадске провинције Саскачеван. Лежи на траси трансканадског аутопута 16 који повезује град Саскатун са Едмонтоном (Алберта), на око 32 км југоисточно од града Лојдминстера. Најближе насеље је варошица Маршал (13 км северозападно).
Насеље је добило име комбинацијом презимена тадашњег правног заступника железнице чијом заслугом је и основано насеље, Лаш (Lash) и шкотске речи берн (burn) која означава поточић (кроз насеље протиче мали поток).
Иако је пољопривреда најважнија привредна делатност, у околини варошице се налазе и бројне нафтне бушотине које су важна ставка у локалном буџету.

## Историја
Насељавање подручја око данашњег Лашберна започело је у пролеће 1903, када су неки од житеља из околине Лојдминстера купили земљиште у том крају. Већ наредне године почело је досељавање и из источних делова Канаде, а само насеље основано је након што је 1905. кроз то подручје прошла железничка пруга. У наредних неколико деценија у ту област се доселила и већа групација Менонита из јужних делова провинције. Средином 60их година прошлог века насеље је имало преко 500 становника. Лашберн је од 1979. административно уређен као провинцијска варошица.

## Демографија
Према резултатима пописа становништва из 2011. у варошици је живело 967 становника у укупно 373 домаћинства, што је за 5,8% више у односу на 914 житеља колико је регистровано 
приликом пописа 2006. године.
| 2001. | 2006. | 2011. |
| ----- | ----- | ----- |
| 783   | 914   | 967   |